# Peleteria cinerascens
Peleteria cinerascens är en tvåvingeart som först beskrevs av Jacques-Marie-Frangile Bigot 1889.  Peleteria cinerascens ingår i släktet Peleteria och familjen parasitflugor. Inga underarter finns listade i Catalogue of Life.